# 1964
| Calendário gregoriano                                                        | 1964 MCMLXIV                         |
| Ab urbe condita                                                              | 2717                                 |
| Calendário arménio                                                           | 1413 – 1414                          |
| Calendário bahá'í                                                            | 120 – 121                            |
| Calendário budista                                                           | 2508                                 |
| Calendário chinês                                                            | 4660 – 4661 Início a 13 de fevereiro |
| Calendário copta                                                             | 1680 – 1681                          |
| Calendário etíope                                                            | 1956 – 1957                          |
| Calendários hindus - Vikram Samvat - Calendário nacional indiano - Cáli Iuga | 2019 – 2020 1885 – 1886 5064 – 5065  |
| Calendário Holoceno                                                          | 11964                                |
| Calendário islâmico                                                          | 1384 – 1385                          |
| Calendário judaico                                                           | 5724 – 5725 Início a 7 de setembro   |
| Calendário persa                                                             | 1342 – 1343 Início a 21 de março     |
| Calendário rúnico                                                            | 2214                                 |
| Calendário solar tailandês                                                   | 2507                                 |

- Wikisource

| Calendário gregoriano                                                        | 1964 MCMLXIV                         |
| Ab urbe condita                                                              | 2717                                 |
| Calendário arménio                                                           | 1413 – 1414                          |
| Calendário bahá'í                                                            | 120 – 121                            |
| Calendário budista                                                           | 2508                                 |
| Calendário chinês                                                            | 4660 – 4661 Início a 13 de fevereiro |
| Calendário copta                                                             | 1680 – 1681                          |
| Calendário etíope                                                            | 1956 – 1957                          |
| Calendários hindus - Vikram Samvat - Calendário nacional indiano - Cáli Iuga | 2019 – 2020 1885 – 1886 5064 – 5065  |
| Calendário Holoceno                                                          | 11964                                |
| Calendário islâmico                                                          | 1384 – 1385                          |
| Calendário judaico                                                           | 5724 – 5725 Início a 7 de setembro   |
| Calendário persa                                                             | 1342 – 1343 Início a 21 de março     |
| Calendário rúnico                                                            | 2214                                 |
| Calendário solar tailandês                                                   | 2507                                 |

1964 (MCMLXIV, na numeração romana) foi um ano bissexto do século XX que começou numa quarta-feira, segundo o calendário gregoriano. As suas letras dominicais foram ED. A terça-feira de Carnaval ocorreu a 11 de fevereiro e o domingo de Páscoa a 29 de março. Segundo o horóscopo chinês, foi o ano do Dragão, começando a 13 de fevereiro.

| Evento                                                   | Data            | Hora  |
| -------------------------------------------------------- | --------------- | ----- |
| Aquário                                                  | 21 de janeiro   | 00:42 |
| Peixes                                                   | 19 de fevereiro | 14:58 |
| primavera no hemisfério norte e outono no hemisfério sul |                 |       |
| Carneiro/equinócio                                       | 20 de março     | 14:10 |
| Touro                                                    | 20 de abril     | 01:28 |
| Gémeos                                                   | 21 de maio      | 00:50 |
| verão no hemisfério norte e inverno no hemisfério Sul    |                 |       |
| Caranguejo/solstício                                     | 21 de junho     | 08:57 |
| Leão                                                     | 22 de julho     | 19:53 |
| Virgem                                                   | 23 de agosto    | 02:52 |
| Outono no Hemisfério Norte e Primavera no Hemisfério Sul |                 |       |
| Balança/equinócio                                        | 23 de setembro  | 00:17 |
| Escorpião                                                | 23 de outubro   | 09:21 |
| Sagitário                                                | 22 de novembro  | 06:39 |
| inverno no hemisfério norte e verão no hemisfério sul    |                 |       |
| Capricórnio/solstício                                    | 21 de dezembro  | 19:50 |

| UTC: Portugal Continental, Madeira, Guiné-Bissau e São Tomé e Príncipe Subtrair (-): 1 h nos Açores e Cabo Verde 2 h nas Ilhas oceânicas brasileiras 3 h em Brasília, em Goiás, na Amazônia Oriental Brasileira e no nordeste, sudeste e sul brasileiros 4 h na Amazônia Ocidental Brasileira, Mato Grosso e Mato Grosso do Sul 5 h no Acre e sudoeste do Amazonas Adicionar (+): 1 h em Angola e Guiné Equatorial 2 h em Moçambique 8 h em Macau 9 h em Timor-Leste. |
| Adicionar uma hora durante a vigência do horário de verão: Portugal Continental : De 5 de abril a 4 de outubro de 1964 |

| Ano completo                           |
| -------------------------------------- |
| Ano bissexto com início à quarta-feira |

## Eventos
- Ano Internacional do Monumento, pela ONU.

### Março
- 6 de março - Constantino II se torna Rei da Grécia, após a morte de seu pai Paulo.
- 13 de março - É realizado na Estação Central do Brasil, no Rio de Janeiro, o Comício das Reformas. Com a presença e discursos de João Goulart, Leonel Brizola, Miguel Arraes e Luís Carlos Prestes.
- 19 de março
  - Revolta dos sargentos no Brasil: 19 sargentos indiciados em inquérito policial-militar (IPM) foram condenados a quatro anos de prisão.
  - Mais de 500 mil brasileiros participam da Marcha da Família com Deus pela Liberdade, em protesto contra o presidente João Goulart.
- 31 de março - O general brasileiro Olímpio Mourão Filho ordena que suas tropas se dirijam ao Rio de Janeiro, dando início a um golpe de Estado.

### Abril
- 1 de abril - João Goulart, presidente do Brasil é derrubado pelos militares, sendo sucedido pelo presidente da Câmara dos Deputados, Ranieri Mazzilli.
- 2 de abril - O Congresso Nacional do Brasil declara a Presidência vaga e substitui o presidente João Goulart pelo presidente da Câmara dos Deputados Ranieri Mazzilli.
- 15 de abril - Castelo Branco toma posse como Presidente do Brasil após uma eleição indireta.

### Julho
- 6 de julho - a República do Malawi torna-se independente.

### Setembro
- 21 de setembro - Independência de Malta.[1]

### Outubro
- 1 de outubro - O primeiro trem de alta velocidade do mundo, é inaugurado no Japão, denominado de Shinkansen. A linha ligava as principais de cidades do país, sendo elas Toquio, Nagoia, Quioto e Osaka.
- 14 de outubro - Leonid Brejnev sucedeu Nikita Khrushchov como secretário-geral do Partido Comunista da União Soviética.

### Novembro
- 3 de novembro - Eleições nos Estados Unidos: O Presidente Democrata Lyndon B. Johnson é reeleito Presidente dos Estados Unidos com maioria esmagadora dos votos, derrotando seu rival Republicano Barry Goldwater.
- 6 de novembro - Queda do antigo Edifício COMURBA, na cidade de Piracicaba, no estado de São Paulo, deixando 54 pessoas mortas.

### Dezembro
- 31 de dezembro - Fundação do Banco Central do Brasil e instituído o Conselho Monetário Nacional.

## Nascimentos
- 1 de janeiro - Moussa Dadis Camara, presidente da Guiné-Conacri de 2008 a 2010
- 23 de janeiro - Bharrat Jagdeo, presidente da Guiana de 1999 a 2011.
- 1 de abril - José Rodrigues dos Santos, jornalista português nascido em Moçambique
- 7 de abril - Russell Crowe, ator e produtor neozelandês.
- 2 de julho - Araceli Cabrera, menina paulistana que 8 anos depois seria assassinada em Vitória.
- 4 de setembro - Christopher Lee, ativista e cineasta americano (m. 2012).

## Mortes
- 29 de janeiro - Adolfo Díaz, presidente da Nicarágua de 1911 a 1917 e de 1926 a 1929 (n. 1875).
- 6 de fevereiro - Emilio Aguinaldo, presidente das Filipinas de 1898 a 1901 (n. 1869).
- 6 de março - Paulo I da Grécia, Rei da Grécia de 1947 a 1964 (n. 1901).
- 5 de abril - Douglas MacArthur, General norte-americano (n. 1880).
- 8 de junho - Carlos Quintanilla Quiroga, presidente da Bolívia de 1939 a 1940 (n. 1888).
- 20 de outubro - Herbert Hoover, presidente dos Estados Unidos de 1929 a 1933 (n. 1874).
- 23 de Outubro - Antonio Nunes Leite, Advogado e Jornalista brasileiro (n. 1882).

## Prêmio Nobel
- Física - Charles Hard Townes,[2] Nicolay Gennadiyevich Basov,[2] Aleksandr Prokhorov[2]
- Química - Dorothy Crowfoot Hodgkin[3]
- Medicina - Konrad Bloch,[4] Feodor Lynen[4]
- Literatura - Jean-Paul Sartre[5]
- Paz - Martin Luther King Jr[6]

## Epacta e idade da Lua
| Epacta gregoriana | 16      |
| Idade da Lua      | Letra r |

## Por tema
- 1964 na arte
- 1964 no Brasil
- 1964 na ciência
- 1964 no cinema
- Desastres em 1964
- 1964 no desporto
- Divisões administrativas em 1964
- 1964 no jornalismo
- 1964 na literatura
- 1964 na música
- 1964 na política
- 1964 na rádio
- 1964 no teatro
- 1964 na televisão